# ألكسندر تايلور
ألكسندر تايلور (بالإنجليزية: Alexander Taylor) ـ (1802 ـ 1879) هو طبيب إسكتلندي عاش وعمل في فرنسا خلال القرن التاسع عشر.

## حياته
وُلد تايلور سنة 1802 في إدنبرة، ودرس الطب في جامعتها. وفي عام 1826، ذهب إلى فرنسا، حيث بدأ العمل في الجيش الفرنسي، ثم خدم في الجزائر بين عامي 1830 و1832.
كان تايلور من أوائل من وصفوا العلاقة بين العمل في مصانع القطن ومرض يعرف اليوم باسم داء الانسداد الرئوي المزمن، والذي أطلق عليه اسم "داء القطن". وقد كتب عن هذا الموضوع في كتابه On the Health of the Operatives engaged in the Cotton Manufacture in France (عن صحة العمال المنخرطين في صناعة القطن في فرنسا)، الذي نُشر في فرساي سنة 1832.
كما نشر كتابًا آخر سنة 1836 بعنوان On the Curability of Phthisis (عن قابلية الشفاء من الدرن)، ناقش فيه إمكانيات علاج السل، وذلك في وقت كانت فيه الإصابة بالمرض غالبًا ما تعتبر حكمًا بالموت.

## وفاته
توفي ألكسندر تايلور سنة 1879.

## أعماله
- On the Health of the Operatives engaged in the Cotton Manufacture in France، فرساي، 1832.

- On the Curability of Phthisis، 1836.